# Svatopluk Beseda
Svatopluk Beseda (22. června 1923 Brno – 7. května 1945 Velké Meziříčí) byl český skaut, tramp a účastník Květnového povstání českého lidu popravený nacisty.

## Život

### Před druhou světovou válkou
Svatopluk Beseda se narodil 22. června 1923 v Brně v rodině úředníka ředitelství pošt JUDr. Jiřího Besedy a lékařky MUDr. Ludmily Besedové, rozené Česnekové. Vychodil obecnou školu a vystudoval reformní reálné gymnázium v Králově Poli. Byl členem skauta, psal básně.

### Druhá světová válka
Svatopluk Beseda odmaturoval v roce 1942, měl v plánu vystudovat lesnickou vysokou školu, ale české vysoké školy byl od podzimu 1939 uzavřeny nacisty. Aby se vyhnul nucenému nasazení získal mu otec místo lesního praktikanta u lesní správy ve Velkém Meziříčí. Po zrušení skauta nacisty provozoval se svými přáteli tramping, skládal trampskou hudbu a psal texty. Zapojil se do činnosti partyzánské skupiny Tau pod velením kpt. Miroslava Vetišky spadající pod Radu tří a operující v prostoru Velkého Meziříčí. Po vypuknutí Květnového povstání českého lidu na začátku května 1945 se skupina účastnila převzetí správy Velkého Meziříčí, zajetí místní německé posádky a vytvoření Revolučního výboru. V noci ze 6. na 7. května město opět ovládli vojáci před frontou ustupující německé 6. pancéřové divize, kteří zajali členy výboru a jeho spolupracovníky včetně Svatopluka Besedy. Následovaly brutální výslechy vykonávané rovněž prchajícími příslušníky gestapa. Během nich Svatopluk Beseda věnoval svůj studentský průkaz jednomu ze zatčených, který byl poté jako náhodně přítomný propuštěn. Po skončení výslechů bylo 55 zatčených včetně Svatopluka Besedy dne 7. května 1945 odpoledne ve třech skupinách popraveno u říčky Balinky, do které byla poté naházena jejich těla. Pohřben je na Novém Hřbitově ve Velkém Meziříčí ve společném hrobě obětí Velkomeziříčské tragédie.

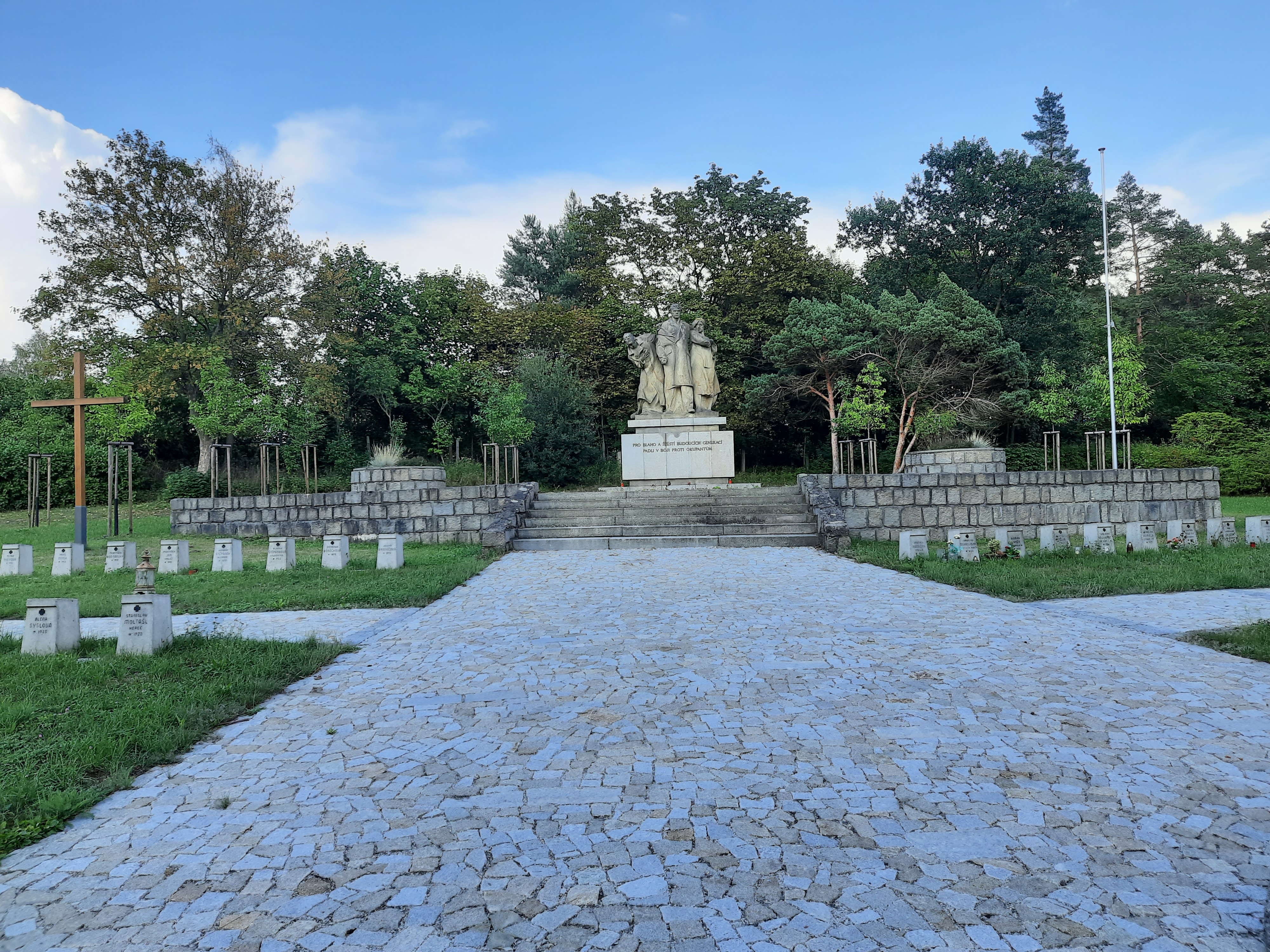
Pomník a pohřebiště obětí Velkomeziříčské tragédie na novém městském hřbitově ve Velkém Meziříčí

## Posmrtná ocenění
- Junácký kříž „Za vlast“ 1939–1945 I. stupně
- Odznak Československého partyzána